# Ξ

Xi en una letra capital del Etymologicum Magnum (1499).

Xi (en mayúscula Ξ, en minúscula ξ; llamada en griego antiguo ξ(ε)ῖ x(e)î /ksêː, ksîː/, en griego moderno ξι xi /ksi/) es la decimocuarta letra del alfabeto griego, representa el sonido [ks].
En el sistema de numeración griega tiene un valor de 60 (Ξʹ).

## Historia

### Variantes epigráficas
En las fuentes epigráficas arcaicas aparecen las siguientes variantes:

## Uso
Un ejemplo de uso conocido de esta numeración es el Número de la Bestia, en el Apocalipsis de San Juan, donde aparece como χξςʹ (ji, xi, stigma), que representa el valor 666.
En matemáticas puede denotar las raíces de un sistema de ecuaciones, especialmente las raíces unitarias (las raíces complejas del polinomio Xn - 1, donde n es un número natural). En el caso general, suele llevar subíndices, mientras que, en el caso de las raíces unitarias, todas ellas se pueden expresar como potencias de una raíz unitaria primitiva ξ.
También se usa en termodinámica para denotar el avance de una reacción, y en física de partículas para denotar la partícula cascada.
En Física de ondas representa el desplazamiento cinemático de una partícula cualquiera dentro de una onda viajera:
{\displaystyle \xi (x,t)=\xi _{0}\sin(kx\pm \omega t)}
Recientemente, en el campo de la geotecnia investigadores de la Universidad de Cantabria, adoptaron esta letra para dar nombre a la constante PECM, que relaciona la capacidad por punta y capacidad por fuste en un pilote para un determinado material y perfil de suelo.
También se usa como símbolo de la criptomoneda de Ethereum, el Ether.

## Unicode
- Griego y copto[6]

| Carácter      | Ξ                       | Ξ                       | ξ                         | ξ                         | Ⲝ                         | Ⲝ                         | ⲝ                           | ⲝ                           |
| ------------- | ----------------------- | ----------------------- | ------------------------- | ------------------------- | ------------------------- | ------------------------- | --------------------------- | --------------------------- |
| Unicode       | GREEK CAPITAL LETTER XI | GREEK CAPITAL LETTER XI | GREEK LOWERCASE LETTER XI | GREEK LOWERCASE LETTER XI | COPTIC CAPITAL LETTER KSI | COPTIC CAPITAL LETTER KSI | COPTIC LOWERCASE LETTER KSI | COPTIC LOWERCASE LETTER KSI |
| Codificación  | decimal                 | hex                     | decimal                   | hex                       | decimal                   | hex                       | decimal                     | hex                         |
| Unicode       | 926                     | U+039E                  | 958                       | U+03BE                    | 11420                     | U+2C9C                    | 11421                       | U+2C9D                      |
| UTF-8         | 206 158                 | CE 9E                   | 206 190                   | CE BE                     | 226 178 156               | E2 B2 9C                  | 226 178 157                 | E2 B2 9D                    |
| Ref. numérica | &#926;                  | &#x39E;                 | &#958;                    | &#x3BE;                   | &#11420;                  | &#x2C9C;                  | &#11421;                    | &#x2C9D;                    |
| Ref. entidad  | &Xi;                    | &Xi;                    | &xi;                      | &xi;                      |                           |                           |                             |                             |
| DOS Greek     | 141                     | 8D                      | 165                       | A5                        |                           |                           |                             |                             |
| DOS Greek-2   | 189                     | BD                      | 232                       | E8                        |                           |                           |                             |                             |
| Windows 1253  | 206                     | CE                      | 238                       | EE                        |                           |                           |                             |                             |
| TeX           | \Xi                     | \Xi                     | \xi                       | \xi                       |                           |                           |                             |                             |

- Matemáticas

| Carácter      | 𝚵                            | 𝚵                            | 𝛏                              | 𝛏                              | 𝛯                              | 𝛯                              | 𝜉                                | 𝜉                                | 𝜩                                   | 𝜩                                   | 𝝃                                     | 𝝃                                     |
| ------------- | ---------------------------- | ---------------------------- | ------------------------------ | ------------------------------ | ------------------------------ | ------------------------------ | -------------------------------- | -------------------------------- | ----------------------------------- | ----------------------------------- | ------------------------------------- | ------------------------------------- |
| Unicode       | MATHEMATICAL BOLD CAPITAL XI | MATHEMATICAL BOLD CAPITAL XI | MATHEMATICAL BOLD LOWERCASE XI | MATHEMATICAL BOLD LOWERCASE XI | MATHEMATICAL ITALIC CAPITAL XI | MATHEMATICAL ITALIC CAPITAL XI | MATHEMATICAL ITALIC LOWERCASE XI | MATHEMATICAL ITALIC LOWERCASE XI | MATHEMATICAL BOLD ITALIC CAPITAL XI | MATHEMATICAL BOLD ITALIC CAPITAL XI | MATHEMATICAL BOLD ITALIC LOWERCASE XI | MATHEMATICAL BOLD ITALIC LOWERCASE XI |
| Codificación  | decimal                      | hex                          | decimal                        | hex                            | decimal                        | hex                            | decimal                          | hex                              | decimal                             | hex                                 | decimal                               | hex                                   |
| Unicode       | 120501                       | U+1D6B5                      | 120527                         | U+1D6CF                        | 120559                         | U+1D6EF                        | 120585                           | U+1D709                          | 120617                              | U+1D729                             | 120643                                | U+1D743                               |
| UTF-8         | 240 157 154 181              | F0 9D 9A B5                  | 240 157 155 143                | F0 9D 9B 8F                    | 240 157 155 175                | F0 9D 9B AF                    | 240 157 156 137                  | F0 9D 9C 89                      | 240 157 156 169                     | F0 9D 9C A9                         | 240 157 157 131                       | F0 9D 9D 83                           |
| Ref. numérica | &#120501;                    | &#x1D6B5;                    | &#120527;                      | &#x1D6CF;                      | &#120559;                      | &#x1D6EF;                      | &#120585;                        | &#x1D709;                        | &#120617;                           | &#x1D729;                           | &#120643;                             | &#x1D743;                             |

| Carácter      | 𝝣                                       | 𝝣                                       | 𝝽                                         | 𝝽                                         | 𝞝                                              | 𝞝                                              | 𝞷                                                | 𝞷                                                |
| ------------- | --------------------------------------- | --------------------------------------- | ----------------------------------------- | ----------------------------------------- | ---------------------------------------------- | ---------------------------------------------- | ------------------------------------------------ | ------------------------------------------------ |
| Unicode       | MATHEMATICAL SANS-SERIF BOLD CAPITAL XI | MATHEMATICAL SANS-SERIF BOLD CAPITAL XI | MATHEMATICAL SANS-SERIF BOLD LOWERCASE XI | MATHEMATICAL SANS-SERIF BOLD LOWERCASE XI | MATHEMATICAL SANS-SERIF BOLD ITALIC CAPITAL XI | MATHEMATICAL SANS-SERIF BOLD ITALIC CAPITAL XI | MATHEMATICAL SANS-SERIF BOLD ITALIC LOWERCASE XI | MATHEMATICAL SANS-SERIF BOLD ITALIC LOWERCASE XI |
| Codificación  | decimal                                 | hex                                     | decimal                                   | hex                                       | decimal                                        | hex                                            | decimal                                          | hex                                              |
| Unicode       | 120675                                  | U+1D763                                 | 120701                                    | U+1D77D                                   | 120733                                         | U+1D79D                                        | 120759                                           | U+1D7B7                                          |
| UTF-8         | 240 157 157 163                         | F0 9D 9D A3                             | 240 157 157 189                           | F0 9D 9D BD                               | 240 157 158 157                                | F0 9D 9E 9D                                    | 240 157 158 183                                  | F0 9D 9E B7                                      |
| Ref. numérica | &#120675;                               | &#x1D763;                               | &#120701;                                 | &#x1D77D;                                 | &#120733;                                      | &#x1D79D;                                      | &#120759;                                        | &#x1D7B7;                                        |